# Protram 205WrAs
Protram 205WrAs je osminápravová tramvaj, která byla v letech 2006–2011 vyráběna polskou firmou Protram ve Vratislavi pro místní tramvajovou síť. Celkem bylo vyrobeno 26 těchto vozů.
Typové označení 205WrAs odkazuje na fakt, že tramvaj je určena pro Vratislav (Wr = Wrocław) a že je pohaněna asynchronními motory (As = Asynchroniczny).

## Konstrukce
Protram 205WrAs je jednosměrný osminápravový částečně nízkopodlažní motorový tramvajový vůz, přičemž všech osm náprav je hnacích. Vozidlo se skládá ze tří článků, které jsou navzájem spojeny klouby a krycími měchy. Střední článek je nízkopodlažní (nízkopodlažní prostor zabírá asi 22 % délky vozidla). Kabina řidiče se nachází v jednom čele vozidla, v zadním čele se nachází pouze malý manipulační panel. Na pravé straně vozu se nacházejí patery dvoukřídlé výklopné dveře. Polstrované sedačky jsou v interiéru rozmístěny systémem 1+1. Prostor pro kočárky se nachází ve středním článku. 
Tramvaj 205WrAs pohání osm asynchronních trakčních motorů typu Emit (každý vždy jednu nápravu), vozidlo je vybaveno elektrickou výzbrojí s pulzními měniči typu Medcom, vybavenými IGBT tranzistory. Řidič tramvaj ovládá ručním řadičem. Vůz je vybaven jedním polopantografem a třemi druhy brzd: elektrodynamickou, parkovací a kolejnicovou.

## Dodávky
| Současný stát | Město     | Článek | Typ     | Roky dodávek | Počet vozů | Evidenční čísla při dodání | Poznámky | Zdroj |
| ------------- | --------- | ------ | ------- | ------------ | ---------- | -------------------------- | -------- | ----- |
| Polsko        | Vratislav | článek | 205WrAS | 2006–2011    | 26         | 2701–2726                  |          | [ 1 ] |